# 萊切里亞

萊切里亞（西班牙語：Lechería），是委內瑞拉的城鎮，位於該國東北部安索阿特吉州，是迪戈鮑蒂斯塔烏瓦內哈市的首府，始建於1594年，面積12平方公里，海拔高度6米，人口27,982，人口密度為每平方公里2,331.83人。